# Hogna maheana
Hogna maheana este o specie de păianjeni din genul Hogna, familia Lycosidae, descrisă de Roewer, 1959.
Este endemică în Seychelles. Conform Catalogue of Life specia Hogna maheana nu are subspecii cunoscute.